# Мещанинов, Оскар Самойлович
О́скар Само́йлович (Ио́сель Шму́йлович) Мещани́нов (9 [21] апреля 1884, Витебск — 14 июля 1956, Лос-Анджелес, Калифорния) — российский, французский и американский скульптор, представитель Парижской школы.

## Биография
Родился 9 (21) апреля 1884 года в Витебске. Дед будущего скульптора, Юда Абрамов принадлежал к мещанскому сословию, откуда и произошла фамилия Мещаниновых. Отец Иоселя, Шмуйла Юдович Мещанинов, был купцом 2 гильдии, в его семье было двенадцать детей (шесть сыновей и шесть дочерей), среди которых Иосель был самым младшим. Один из его братьев был владельцем фотографического ателье в доме Ритевского на Вокзальной улице в Задвинье, в котором два месяца работал ретушёром Марк Шагал.
Вместе с Шагалом и Осипом Цадкиным обучался в Витебской школе-мастерской Юделя Пэна. В 1905—1906 годах учился в Одесском художественном училище.
В 1907 году Мещанинов эмигрировал во Францию. Поселился в знаменитом парижском фаланстере «Улей», начал обучаться у французских скульпторов. До 1911 года учился в Национальной школе декоративных искусств и Национальной школе изящных искусств у А. Мерсье, но, разочаровавшись в академизме, стал помощником в мастерской скульптора Жозефа Бернара.
В 1910—1920-е гг. активно выставлялся в парижских салонах, а также участвовал в выставках в Петербурге, Москве и Лондоне. В 1915 году в журнале «Аполлон» вышла большая статья Якова Тугендхольда «Скульптура Мещанинова».
В 1910-х годах Оскар Мещанинов играл заметную роль в жизни не только русской художественной колонии, но и всей парижской богемы. Он сблизился со многими будущими всемирно известными художниками: П. Пикассо, Д. Риверой, Х. Сутиным, А. Модильяни. Трое последних оставили живописные портреты Мещанинова, а Хаим Сутин жил в его мастерской во время Первой мировой войны.
В 1919 году Мещанинов посетил Индокитай, где обследовал древний город Ангкор и занимался изучением кхмерской скульптуры. В 1927 году скульптор приехал в Индию, где изучал скальные храмы Эллоры. В 1928 году он посетил СССР для участия в выставке «Современное французское искусство» в Москве.
В 1944 году переехал в Соединённые Штаты Америки, принял американское гражданство. Тем не менее, после окончания Второй мировой войны часто посещал Францию.
Умер 14 июля 1956 года в Лос-Анджелесе.

## Творчество
Работал с мрамором, гранитом, бронзой, гипсом. Будучи неоклассиком, трактовал скульптурную форму как композицию из обобщённых, архитектонически выдержанных объёмов. Основные его работы:
- «Голова девы» (1912, Государственный Русский музей)
- «Богоматерь» (1913, Музей Санта-Барбары, США)
- бюст Н. И. Альтмана (1916)
- «Человек в цилиндре» (1922, Государственная Третьяковская галерея)
- «Мужчина с мёртвым ребёнком» (1952, один из экземпляров — в Тель-Авивском музее изобразительных искусств).

В 2015 году Белгазпромбанк в рамках своего проекта «Арт-Беларусь» приобрёл у частного коллекционера второй экземпляр скульптуры «Мужчина с мёртвым ребёнком».